# Casey DeSantis
Jill Casey DeSantis (de soltera Black; Troy, Ohio, 26 de junio de 1980) es una ex presentadora de televisión estadounidense. Es la esposa del actual gobernador de Florida RonDeSantis, por lo que ejerce el cargo de primera dama de Florida.

## Educación
DeSantis se graduó de College of Charleston y recibió una licenciatura en ciencias económicas y una especialización en francés.

## Primera dama de Florida
En febrero de 2019, instituyó la Medalla de la primera dama al Valor, el Compromiso y el Servicio. Poco después, anunció el tema del Mes de la Historia Negra de Florida 2019 como "Celebración del servicio público", donde ella y el gobernador honraron a los ganadores de los concursos estudiantiles del Mes de la Historia Negra de Florida y a los ganadores del Premio a la Excelencia en la Educación en la Mansión del Gobernador. DeSantis reconoció a Mary Ann Carroll, la única mujer miembro de The Highwaymen, como la artista destacada de Florida del mes.

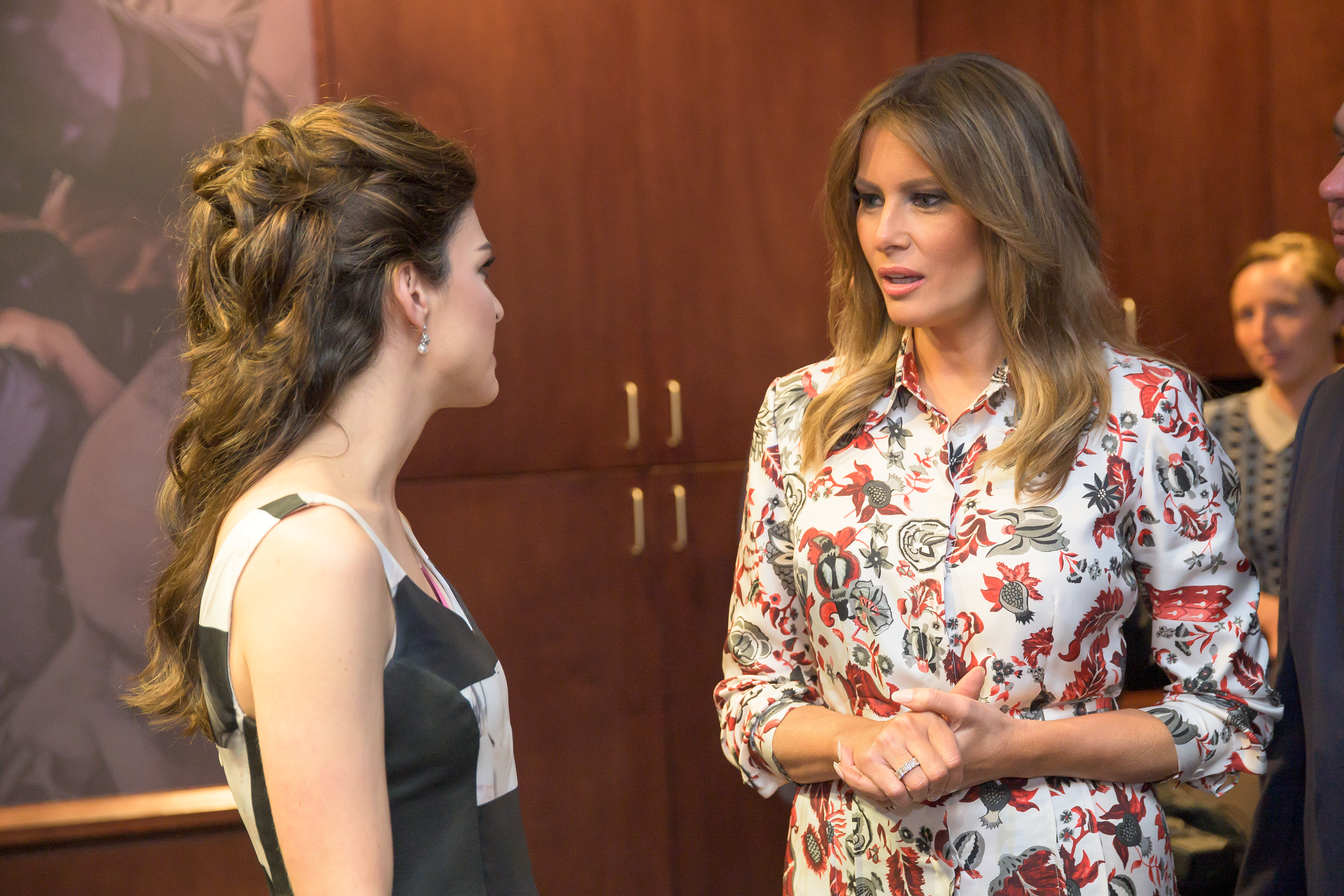
Casey DeSantis junto a Melania Trump

DeSantis participó en un lanzamiento de recuperación de gallineta nórdica para abordar los impactos devastadores de la marea roja. Ella declaró: «Escuché de personas en Florida que entienden que nuestra agua debe ser segura para nuestras familias, visitantes y economía». DeSantis ha organizado sesiones de escucha sobre la situación en Venezuela, el alivio del huracán y la salud mental. El gobernador la nombró Presidente del Gabinete de Niños y Jóvenes, presidiendo su primera reunión en dicho cargo en agosto de 2019.

## Vida personal
DeSantis es católica. Está casada con Ron DeSantis, con quien tiene tres hijos: Madison, Mamie y Mason.
El 4 de octubre de 2021, su esposo, el gobernador Ron DeSantis, anunció que ella había sido diagnosticada con cáncer de mama. El 3 de marzo de 2022, DeSantis anunció que su esposa estaba libre de cáncer.